# Alexa Pașcu

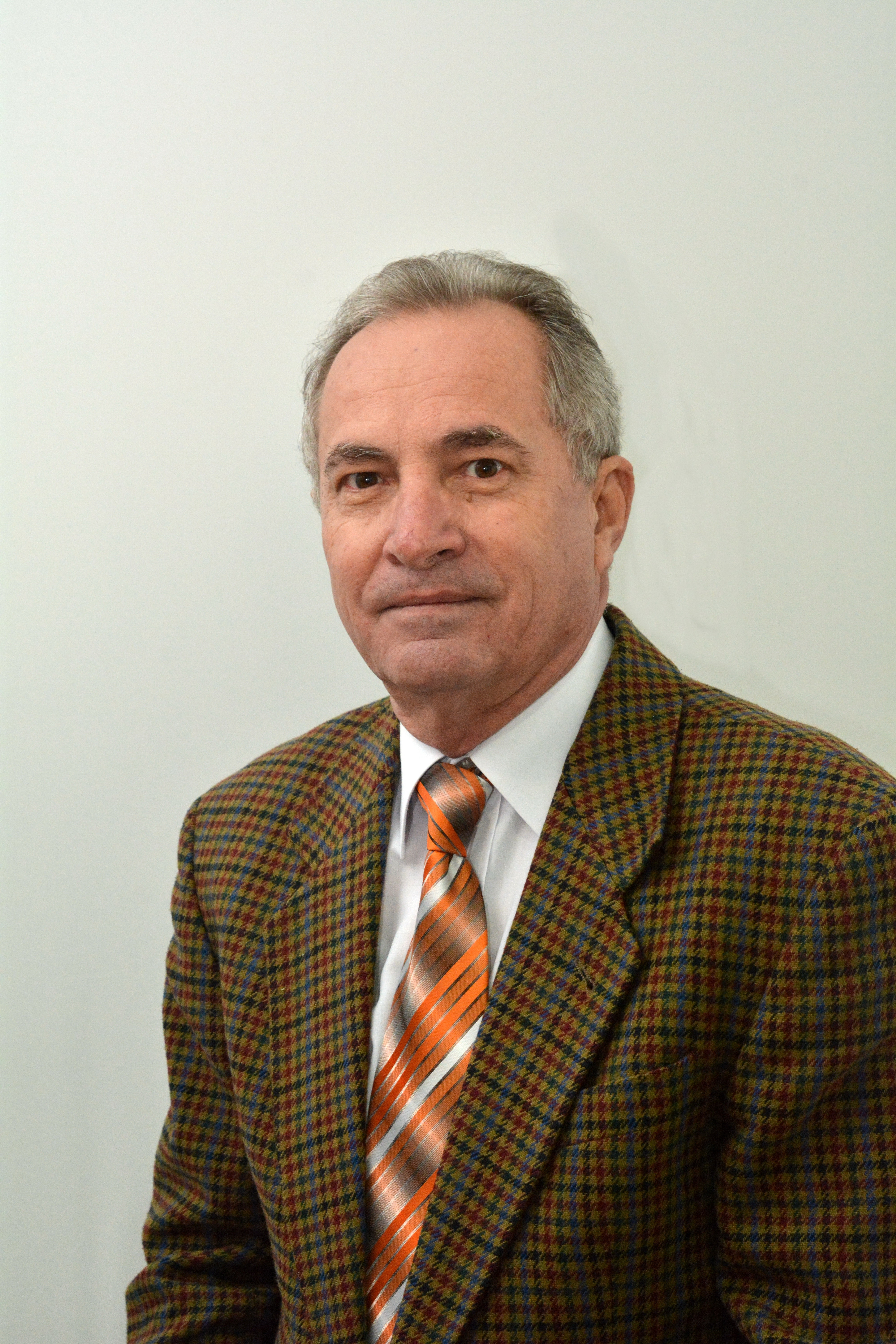
Alexa Pașcu (n. 11 martie 1951, satul Movileni, comuna Ciumulești, azi Vadu Moldovei, judetul Suveava) este un poet și prozator român.

Alexa Pașcu (n. 11 martie 1951, satul Movileni, comuna Ciumulești, azi Vadu Moldovei, județul Suceava) este un poet și prozator român. Membru al Uniunii Scriitorilor din România și al Societății Scriitorilor Bucovineni. 

## Biografie
Alexa Pașcu s-a născut la 11 martie 1951, în satul Movileni, comuna Ciumulești (în prezent Vadu Moldovei), județul Suceava, într-o familie de agricultori, fiind al doilea dintre cei opt copii (patru băieți și patru fete) ai lui Dumitru și Aneta Pașcu (născută Scutaru).
A urmat școala primară (clasele I-IV) în satul natal Movileni, iar ciclul gimnazial (clasele V-VIII) în satul Nigotești. Apoi, în perioada 1966-1970, a urmat cursurile de contabilitate și merceologie agricolă la Liceul Agricol din Fălticeni (azi Colegiul „Vasile Lovinescu”).
După ce dă examenul de bacalaureat, se angajează contabil la c.a.p. Ciumulesți, unde lucrează din luna august și până în luna octombrie 1970, când primește ordin de încorporare la U.M. 01959 din Ploiești, unde va activa ca militar în termen până în luna februarie 1972, când este lăsat la vatră.
La începutul lunii martie 1972, se angajează contabil la C.A.P. Drăgușeni, județul Suceava, unde lucrează doar până la finele lunii iulie, deoarece, de la data de 1 august 1972, din dispoziția Direcției Generale Agricole a județului Suceava, este transferat în interesul serviciului la c.a.p. Sasca, fiind numit contabil șef la această unitate. 
După satisfacerea stagiului militar, începând cu luna martie 1972, se angajează contabil la c.a.p. Drăgușeni, județul Suceava, unde lucrează doar până la finele lunii iulie, deoarece, începând cu data de 1 august 1972, din dispoziția Direcției Generale Agricole a județului Suceava, este transferat în interesul serviciului la c.a.p. Sasca, fiind numit contabil șef la această unitate.
Întrucât în toamna anului 1972 se căsătorește cu Jaba Maria, educatoare la grădinița din Drăgușeni, va lucra la c.a.p. Sasca până în luna aprilie 1973, când, cu acordul Direcției Generale Agricole a județului Suceava, revine la c.a.p. Drăgușeni pe postul de contabil șef, unde lucrează până la finele lunii noiembrie 1979.
În perioada 1974-1979, în timp ce era contabil șef la c.a.p. Drăgușeni, optează pentru forma de învățământ fără frecvență și urmează cursurile Facultății de Științe Economice, specialitatea finanțe – contabilitate, din cadrul Universității „Alexandru Ioan Cuza” din Iași, Obține diploma de licență în științe economice în anul absolvirii facultății, 1979.
Începând cu data de 1 decembrie 1979, se transferă în interesul serviciului de la c.a.p. Drăgușeni la Întreprinderea Chimică din Fălticeni, aici fiind încadrat pe postul de sef birou contabilitate. Cu această ocazie își stabilește domiciliul definitiv în Fălticeni.
La Întreprinderea Chimică din Fălticeni lucrează până la finele lunii august 1987, după care,  începând cu data de 1 septembrie, se transferă la Direcția Generală Agricolă Suceava, fiind încadrat pe postul de economist șef la Consiliul Unic Agricol de Stat și Cooperatist (C.U.A.S.C.) Fălticeni. Aici lucrează până la data de 1.03.1990, când această formă de organizare din agricultură se desființează, moment în care se transferă în interesul serviciului la Banca Agricolă, filiala Fălticeni, fiind angajat pe postul de inspector principal. Râmâne pe acest post până la finele lunii august 1990, deoarece, în cepând cu data de 1 septembrie, în urma participării la un concurs de selecție, este numit director la Întreprinderea Comercială de Stat Mixtă din Fălticeni (care va deveni ulterior Societatea Comercială „Nada Florilor”).
Printr-un concurs de împrejurări, după ce are câteva întâlniri cu Dumitru Cucu, director la Sucursala BCR din Suceava, pune bazele înființării unei filiale la Fălticeni. Astfel, începând cu data de 1 ianuarie 1992, este angajat pe postul de director adjunct la Filiala BCR din Fălticeni. Lucrează în această funcție până la finele lunii august 1996, când are loc o primă reorganizare a posturilor în unitățile BCR la nivel de țară. Începând cu data de 1 septembrie 1996, este numit ofițer de credite, iar mai apoi, la data de 1 octombrie 1998, este numit sef birou contabilitate, conturi și viramente, post în care va lucra până la jumătatea lunii martie 1998, după care se pensionează.
În urma căsătoriei cu Pașcu Maria (fostă Jaba), i se nasc doi băieți: Răzvan, născut la data de 18 mai 1977, care a decedat în noaptea de 8 spre 9 noiembrie 2020, din cauza unei boli incurabile fulgerătoare, și Alexandru, născut la data de 11 decembrie 1981.
În perioada dinainte de 1989, scrie o serie de articole pe teme de specialitate, pe care le publică în Revista de contabilitate și Tribuna economică.
Fiind pasionat de literatură încă din școala generală, publică sporadic poezii în diverse ziare și reviste, iar după ce se pensionează (1998), se dedică total scrisului, încetând orice activitate în domeniul economic.
Este membru al Uniunii Scriitorilor din România și membru al Societății Scriitorilor Bucovineni.

## Activitate literară
Scrie primele poezii în clasa a V-a, și va continua să scrie atât în timpul liceului, cât și după aceea, dar publică destul de târziu câte ceva din lucrările sale. Multe manuscrise vor sta ani buni în așteptare prin sertare, încât că unele dintre ele se vor pierde de-a lungul timpului, mai ales cele dinainte de anul 1989, când autorul și-a schimbat domiciliul în mai multe locuri.
Publică primele texte literare în revista „Convorbiri literare”, în anul 1986, după cum urmează: în numărul din luna aprilie poezia „Cântec pentru Labiș”, în numărul din luna mai poezia „Înfrățire”, iar în numărul din luna august proza scurtă „Șanțul”.
Primul volum de poezii „Libertatea zborului” va fi scos din sertar pentru a fi publicat abia în anul 1995, la Editura ARC2000 București, cu toată că lectura și corectura manuscrisului fuseseră făcute de către scriitorul Alexandru Raicu încă din anul 1986.
Deși târziu, se pare că acela a fost momentul unei mari deschideri care a contribuit decisiv la creșterea apetitului pentru scris, dar și pentru publicarea altor cărți.
Dacă până la finele anului 2007 autorul avea publicate doar patru cărți, în intervalul anilor 2010-2020 va mai adăuga la acestea încă treisprezece cărți (cinci volume de poezie și opt volume de proză), aceasta putând fi considerată cea mai prolifică perioadă a sa.
De-a lungul timpului a publicat poezii, epigrame și proză în revistele literare: Convorbiri literare, Poezia, Actualitatea literară, Plumb, Bucovina literară, dar și în unele publicațiile locale și naționale: Crai nou, Interferențe, Vocea fălticeneană, Cronica de Fălticeni, Erupții dolheștene, Observator, Munca, Zbor ( revista Cenaclului literar-artistic ,,Nicolae Labiș” din Fălticeni) etc.
A fost membru al Cenaclului literar „Eugen Lovinescu” din Fălticeni în ultimii ani de liceu, 1969-1970, pe vremea când la conducerea acestuia era profesorul și scriitorul Vasile G. Popa, după care urmează o perioadă de întrerupere
În anul 1980, după ce își stabilește domiciliul în Fălticeni, își va relua activitatea în cadrul aceluiași cenaclu, la conducerea căruia se afla de această dată profesorul Vasile Nistoreasa.
S-a remarcat ca fiind unul dintre membrii cu activitate intensă nu doar înainte de anul 1989, ci și după această perioadă, cât timp a funcționat Cenaclul literar „Eugen Lovinescu” din Fălticeni.

## Volume publicate
Libertatea zborului, Editura ARC 2000, București, 1995, poezii;
Însemnele clipei, Editura Mușatinii, Suceava, 1999, poezii;    
Alexandru Lăpușneanu, Editura Mila Creștină, Fălticeni, 2006, teatru în versuri;
Risipitorul de semne, Editura Mila Creștină, Fălticeni, 2007, poezii;    
Dorul de cânt, de lumina-cuvânt, Editura StudIS, Iași, 2010, poezii;
Urmele păsării-cuvânt, Editura StudIS, Iași, 2011, poezii;                         
Vibrație pentru cuvânt, Editura StudIS, Iași, 2013, poezii;
Prin labirintul vieții, Editura StudIS, Iași, 2013, proză;
Destin, roman, Editura StudIS, Iași, 2014;
Pelerin în Țara Sfântă, roman, Editura StudIS, Iași, 2015;
Șoapte în amurg, Editura StudIS, Iași, 2015, poezii;
Epistola monahului Iustin, roman, Editura StudIS, Iași, 2016;
La braț cu toamna, Editura StudIS, Iași, 2017, poezii;
Pelerin în Țara Sfântă, roman, ed. a II-a rev. și ad., Editura StudIS, Iași, 2017;
La braț cu viața, roman, Editura StudIS, Iași, 2018;
Iubiri zbuciumate, Editura Timpul, Iași, 2019, proză;
Vis spulberat, roman, cu o prefață de Ioan Holban, Editura Timpul, Iași, 2020;
Libertatea zborului, ed. a II-a rev. și ad., Editura StudIS, Iași,2022, poezii;
Epigrame, editura PIM, Iași, 2022;
Bianca, roman, cu o  prefață de Marius Manta, Editura PIM, Iași, 2023;
Răsplata, roman, cu o prefață de L.D.Clement, Editura StudIS, Iași, 2025;

## Ediții îngrijite și prefațate
Constantin Boboc, Poezii, proză și scrisori inedite, Ed.Studis, Iași, 2025;

## Apariții în volume  colective
•  Antologie de proză, editată de Filiala Iași a Uniunii Scriitorilor din România, realizată de Cassian Maria Spiridon și Marius Chelaru, 2023 (pag 141-143);
 •  Antologie de poezie, editată de Filiala Iași a Uniunii Scriitorilor din România, realizată de Cassian Maria Spiridon și Marius Chelaru, 2023(pag.279-281);
• Antologie de critică și eseu, editată de Filiala Iași a Uniunii Scriitorilor din România, realizată de Cassian Maria Spiridon și Marius Chelaru, 2024(pag.223-225);
• Sol omnibus lucet, antologie editată de Societatea Scriitorilor Bucovineni, Suceava, 2012, poezii și proză (pag. 438-442);
• Antologia laureaților, Concursul Național de Proză „Mihail Sadoveanu”, ediția a III-a, editura Junimea, Iași, 2012, proza scurtă Singur în noapte;
• Scriitori în devenire, vol. IX, Concursul Național de Proză „Alexandru Odobescu” ediția a XXXII-a, Biblioteca Județeană „Alexandru Odobescu” Călărași, 2013, Editura ALAS, Călărași 2013, proza scurtă Căprioara (pag.60-81);
• Scriitori în devenire, vol. XI, Concursul Național de Proză „Alexandru Odobescu” ediția a XXXIV-a, Biblioteca Județeană „Alexandru Odobescu” Călărași, Editura ALAS, Călărași, 2015, proza scurtă Un tangou întrerupt (pag.67-84);
• Antologie literar-artistică, Editura Napoca Nova, Cluj-Napoca:
           Nr.2/2014, Muguri, ierburi și petale, poezii;                        
            Nr.3/2014, Mierle într-un lan cu maci, poezii; 
            Nr.5/2014, Să ningă peste inimi bucurii, poezii;
            Nr.2/2015, Roșu-aprins în câmpul de mătase, poezii;  
            Nr.1/2017, Alburii sclipiri de stele, poezii;
            Nr.3-4/2017, Nesaț rotunjit în pârgă, poezii;
• Antologie de umor galinaceu, culegere realizată de Emil Ianuș, Editura Ion Prelipcean, Horodnic, 2013, epigrame (pag.106);
• Antologie de umor politic’os, culegere de epigrame realizată de Emil Ianuș și Nelu Vasile, Editura Ion Prelipcean, Horodnic, 2013, epigrame(pag.124-125);

## Premii și distincții
Mențiune, Festivalul Național de Proză „Mihail Sadoveanu”, ediția a-III-a, Iași, noiembrie 2012, organizat de Muzeul Literaturii Române, U.S.R. Filiala Iași și Societatea Culturală „Junimea ’90”;
Premiul special I, Concursul Național de Proză „Alexandru Odobescu”, ediția a XXXII-a, Călărași, decembrie 2012;
Premiul pentru proză pe anul 2013, acordat de Fundația Culturală a Bucovinei, Suceava,16.07.2014, pentru volumul de proză scurtă Prin labirintul vieții, Editura StudIS, Iași, 2013;
Premiul III, Concursul Național de Proză „Alexandru Odobescu”, ediția a XXXIV-a, Călărași, decembrie 2014;
Premiul „Iulian Vesper” pe anul 2014, acordat de Societatea Scriitorilor Bucovineni, Suceava, 22 decembrie 2015, pentru romanul Destin, Editura SudIS, Iași, 2014;
Premiul II, Festivalul Național de Poezie „Ion Budai Deleanu”, ediția a III-a, Geoagiu, 2013;
Premiul pentru proză pe anul 2019, acordat de Fundația Culturală a Bucovinei, Suceava, 21.11.2020, pentru romanul Iubiri zbuciumate, Editura SudIS, Iași, 2019;
Premiul pentru roman pe anul 2020, acordat de Societatea Scriitorilor Bucovineni, Suceava, aprile 2022, pentru romanul Vis spulberat, Editura Timpul, Iași, 2020;
Premiul de excelență pentru Literatură, acordat de Asociția Fălticeni Cultural, Gala „10” pentru Fălticeni, 15 iunie 2025.